# Chróścik obnażony

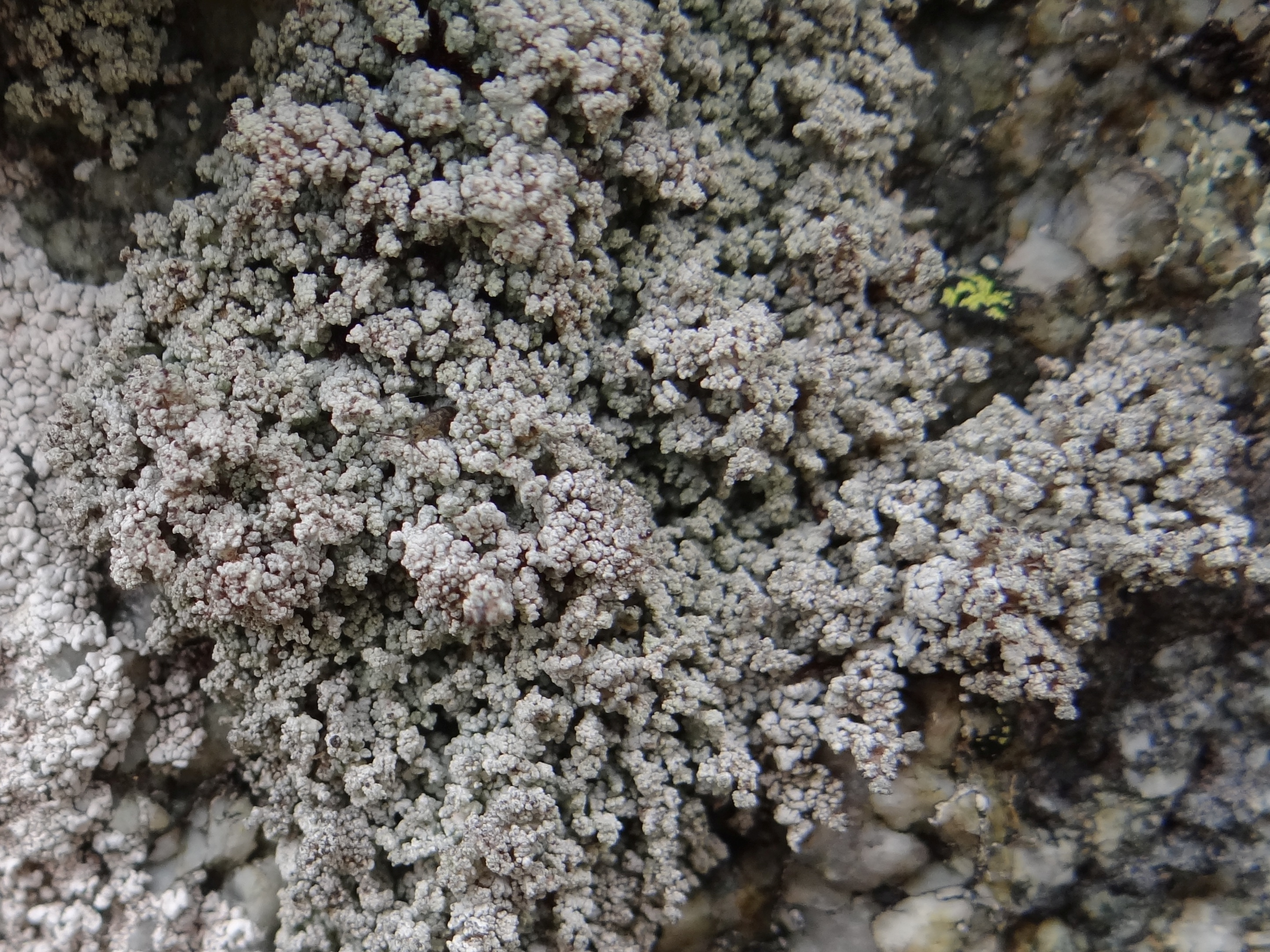

Chróścik obnażony (Stereocaulon vesuvianum Pers.) – gatunek grzybów należący do rodziny chróścikowatych (Stereocaulaceae). Ze względu na współżycie z glonami zaliczany jest do porostów.

## Systematyka i nazewnictwo
Pozycja w klasyfikacji według Index Fungorum: Stereocaulaceae, Lecanorales, Lecanoromycetidae, Lecanoromycetes, Pezizomycotina, Ascomycota, Fungi.
Występuje w wielu odmianach, m.in:
- Stereocaulon vesuvianum var. nodulosum (Wallr.) I.M. Lamb
- Stereocaulon vesuvianum var. symphycheileoides I.M. Lamb
- Stereocaulon vesuvianum Pers., var. vesuvianum

Nazwa polska według W. Fałtynowicza.

## Morfologia
Plecha pierwotna w postaci mączystego nalotu, zanika bardzo wcześnie. Plecha wtórna w postaci nagich lub pilśniowatych podecjów o szarej barwie. Są pojedyncze lub widełkowato rozgałęzione. Mają wysokość 1 – 4, wyjątkowo do 7 cm, na przekroju poprzecznym są obłe lub miejscami nieregularnie spłaszczone. Gęsto wyrastają z nich fyllokladia. Niektóre z nich są drobne; mają średnicę 0,1 – 0,3 mm i ciemne zagłębienie na środku, niektóre są większe, mają średnicę do 1 mm i plamkowate, ciemne zagłębienie oraz zgrubiałe, karbowane brzegi. Fyllokladia są białawe i posiadają soralia. W plesze występują sinice z rodzaju Trebouxia. Cefalodia występują rzadko, są w nich sinice z rodzaju Stigonema.
Czasami (rzadko) na szczytach podecjów występują owocniki w postaci lecideowego apotecjum. Mają średnicę 0,5 – 0,8 mm i płaskie lub nieco wypukła ciemnobrunatne tarczki. Brzeżek apotecjum początkowo jest jasny. W każdym worku powstaje po osiem 4-6 komórkowych zarodników o rozmiarach 25 – 40 × 3 – 3,5 μm.
Kwasy porostowe: atranorin i kwas norstiktowy

## Występowanie i siedlisko
Występuje na wszystkich kontynentach, głównie w tundrze i w górach. W Polsce dość często występuje tylko w wyższych partiach gór. Znajduje się na Czerwonej liście roślin i grzybów Polski. Ma status VU – gatunek narażony na wyginięcie. Jest w Polsce objęty ochroną całkowitą. Występowanie chróścika obnażonego w Polsce jest słabo zbadane.
Rośnie głównie na skałach krzemianowych, rzadko na piaszczystej glebie.

## Gatunki podobne
Chróściki są łatwe do odróżnienia od innych rodzajów porostów, trudno natomiast rozróżnić poszczególne ich gatunki, są one bowiem morfologicznie bardzo podobne do siebie. Istotną rolę w rozróżnianiu gatunków odgrywają reakcje barwne porostów.